# Wohlsborn
Wohlsborn era un municipio del distrito de Weimarer Land, en el Estado federado de Turingia (Alemania).
El 1° de enero de 2019 se fusionó con otros municipios cercanos para formar el municipio de Am Ettersberg.